# Yves Le Jan
Yves Le Jan (Grenoble, 15 de abril de 1952) é um matemático francês, que trabalha com teoria das probabilidades e processos estocásticos.
Le Jan estudou de 1971 a 1974 na Escola Normal Superior de Paris, que completou com a agrégation de mathématiques. Em 1975 tornou-se pesquisador (attaché de recherche) no Centre national de la recherche scientifique (CNRS) e obteve em 1979 um doutorado (doctorat d'État). É desde 1993 professor da Universidade Paris-Sul.
Foi palestrante convidado do Congresso Internacional de Matemáticos em Madrid (2006: New developments in stochastic dynamics).
Recebeu o Prêmio Poncelet de 1995 e o Prêmio Sophie Germain de 2011.
De 2000 a 2006 foi editor do Annales Henri Poincaré.

## Livros
- com Jacques Franchi Hyperbolic dynamics and Brownian motion : an introduction, Oxford University Press 2012
- com K. David Elworthy, Xue-Mei Li The Geometry of Filtering, Birkhäuser 2010
- com K. David Elworthy, Xue-Mei Li On the geometry of diffusion operators and stochastic flows, Springer Verlag 1999
- Markov paths, loops and fields, École d’Été de Probabilités de Saint-Flour XXXVIII-2008, Springer Verlag 2011